# گوتکی
گوتکی (به لاتین: Gutki) یک روستا در لهستان است که در گمینا شچوچن واقع شده‌است.